# Homerpalooza
"Homerpalooza" är avsnitt 24 från säsong sju av Simpsons och sändes 19 maj 1996. I avsnittet upptäcker Homer att hans musiksmak är föråldrad och tar därför med sig Bart och Lisa till musikfestivalen Hullabalooza där han blir upptäckt av artisterna som låter honom följa med på deras turné som en del av freakshowen. Avsnittet skrevs av Brent Forrester och regisserades av Wes Archer. Peter Frampton, The Smashing Pumpkins, Cypress Hill och Sonic Youth gästskådespelar som sig själva.

## Handling
Efter att Otto Mann råkat förstöra skolbussen tvingas skolbarnens föräldrar skjutsa sina elever till skolan under några veckor. När Homer skjutsar sina barn och några av deras vänner till skolan sätter han på bilradion och börjar lyssna på låtar som barnen hatar och de berättar att de aldrig hört talas om de banden. Homer besöker sen en musikaffär och upptäcker att de har hans favoritband under kategorin "Oldies". Homer får då höra om Hullabalooza, en musikfestival, och fixar biljetter dit för honom, Bart och Lisa.  På festivalen uppträder Peter Frampton, The Smashing Pumpkins, Cypress Hill och Sonic Youth. Homer skämmer dock ut Bart och Lisa under festivalen och ungdomarna ratar honom eftersom de tror att han är polis. 
Homer känner sig utstött och slår till en kanon som skjuter iväg en uppblåsbar gris i hans mage. Läkarna kommer och ser över Homer och artisterna frågar honom om han vill vara med i deras freakshow då de upptäcker att han har en mage av stål. Homer börjar följa med artisterna på deras turné och gör en stor succé och blir populär. Strax innan de gör turnéstopp vid Springfield får han besöka en veterinär då artisterna märkt att hans mage inte låter som vanligt efter att den flera gånger blivit träffad av kanonkulor. Veterinären berättar för Homer att han kan dö om han fortsätter att få kanonkulor skjutna mot magen. Homer vägrar sluta sin karriär men då han ser sina barn strax innan han ska uppträda slutar han på freakshowen. Artisterna blir ledsna över att Homer fegade ur men bestämmer sig för att fortsätta sin turné, dock utan Homer som återgår till sitt gamla liv.

## Produktion
Manuset utvecklades av David Cohen och skrevs av Brent Forrester. Avsnittet regisserades av Wes Archer. 
Innan Forrester började skriva manuset besökte han en Lollapalooza-konsert för att få inspiration och eftersom han var en av de få äldre personerna där blev han också utstött precis som Homer. När Homer snackar med publiken ser man gruppen No Doubt i bakgrunden, vilket tillades av Eric Stefani som är bror till No Doubt-sångerskan Gwen Stefani.
De bestämde sig för att försöka få med olika musikgenrer i avsnittet och valde Cypress Hill, Sonic Youth och The Smashing Pumpkins. De frågade även Bob Dylan som tackade nej, varpå de istället vände sig till Peter Frampton. Neil Young och  Pearl Jam tillfrågades också men tackade nej, tillika Courtney Love och hennes band Hole. Efteråt har det visat sig att Sonic Youth inte ville vara med om Courtney Love var med i avsnittet. De trodde att Love ville medverka eftersom hon nyligen hade gjort en film med James L. Brooks men de fick inget svar från henne.

## Kulturella referenser
I flashbackscenen där Homer var ung finns en referens till Dazed and Confused. Att Homer blir träffad av kanonkulor är en referens till Frank Richards. Att Ottos skor pratar är en referens till "1999". I en scen går Homer på ett sätt som parodierar Keep on Truckin'.
I avsnittet spelas "Shinin' On" av Grand Funk Railroad, "Mississippi Queen" av Mountain, "Zero" av The Smashing Pumpkins, "You Make Me Feel Like Dancing" av Leo Sayer, "Do You Feel Like We Do" av Peter Frampton, "Insane in the Brain" av Cypress Hill av "Throw Your Set in the Air" av Cypress Hill och "Frankenstein" av Edgar Winter Group. Under eftertexterna spelar Sonic Youth deras version av ledmotivet.

## Mottagande
"Homerpalooza" hamnade på plats 57 över mest sedda program under vecka med en Nielsen ratings på 7.8 vilket ger 7,5 miljoner hushåll och det tredje mest sedda på Fox under veckan. BBC har kallat avsnittet för ett av de mest minnesvärda avsnitten och anser att satiren över ungdomarnas musiksmak är bäst. IGN.com menar att avsnittet är ett av de bästa från den säsongen. Under 2006 listade IGN att prestationerna från gästskådespelarna i avsnittet är de 23:e bästa i seriens historia. Tolkningen av ledmotivet under eftertexterna  är Matt Groenings favorit.  vilket också Chris Turner anser i Planet Simpson. Bill Oakley har sagt att Peter Frampton är en av hans favoriter bland gästskådespelarna.
Skämtet med Rover Hendrix (Jimi Hendrix hund) betraktas som ett av de sämsta skämten i seriens historia enligt författarna och producenterna. Under 2007 placerade Simon Crerar på The Times The Smashing Pumpkins och Cypress Hills medverkande på plats 33 över de bästa gästskådespelarna i seriens historia. Andrew Martin på Prefix Mag har beskrivit Cypress Hills medverkan som den sjätte bästa musikgästen i seriens historia.